# Robert Matson
| 78432 Helensailer    | 29 agosto 2002    |
| 78578 Donpettit      | 14 settembre 2002 |
| 84095 Davidjohn      | 20 agosto 2002    |
| 84224 Kyte           | 9 settembre 2002  |
| 84225 Verish         | 12 settembre 2002 |
| 99905 Jeffgrossman   | 27 agosto 2002    |
| 112900 Tonyhoffman   | 20 agosto 2002    |
| 113355 Gessler       | 14 settembre 2002 |
| 132903 Edgibson      | 14 settembre 2002 |
| 132904 Notkin        | 12 settembre 2002 |
| 142368 Majden        | 14 settembre 2002 |
| 142369 Johnhodges    | 14 settembre 2002 |
| 149243 Dorothynorton | 14 settembre 2002 |
| 149244 Kriegh        | 14 settembre 2002 |
| 195998 Skipwilson    | 1º settembre 2002 |
| 196000 Izzard        | 15 settembre 2002 |
| 247553 Berndpauli    | 8 settembre 2002  |

Robert D. Matson (1962) è un astronomo amatoriale statunitense, di professione ingegnere ottico.
Matson è un astrofilo noto internazionalmente in particolare per le sue osservazioni nel campo degli asteroidi, delle comete, delle meteoriti e del software astronomico. È l'autore dei programmi SkyMap e IRIDFLAR .

## Scoperte
Matson ha scoperto oltre 200 asteroidi, ha scoperto inoltre, all'11 giugno 2015, 104 comete SOHO di cui otto assieme ad altri coscopritori, tra di esse sono degne di note la P/2005 T4 SWAN (SOHO-1038), la C/2006 M4 SWAN (SOHO-1170), entrambe coscoperte assieme a Michael Mattiazzo, la C/2009 F6 Yi-SWAN col sudcoreano Dae-am Yi, la C/2011 Q4 SWAN con Vladimir Bezugly , la C/2015 C2 SWAN (SOHO-2885) con Vladimir Bezugly e Michael Mattiazzo  e la C/2015 F3 SWAN (SOHO-2892) con Vladimir Bezugly e Michael Mattiazzo .

## Riconoscimenti
Gli è stato dedicato un asteroide, 73491 Robmatson.